# İzmir-moordaanslag
De İzmir-moordaanslag (Turks: İzmir Suikastı) was een moordcomplot om de Turkse president Mustafa Kemal Atatürk te vermoorden tijdens diens bezoek aan de Turkse stad İzmir. Deze moordaanslag wordt ook wel het İzmircomplot of de İzmiraanslag genoemd. De aanslag zou worden uitgevoerd door een kleine bende huurmoordenaars onder leiding van voormalig parlementslid Ziya Hurşit, maar werd echter voortijdig ontdekt en voorkomen. Vele personen werden als gevolg hiervan gearresteerd en berecht. Een groep ex-ministers, wetgevers en gouverneurs bleek de opdracht gegeven te hebben voor de aanslag.

## Verloop van de gebeurtenissen

### Achtergrond
De redenen achter de moordpoging moeten gezocht worden in de concurrentie. Tijdens de Turkse Onafhankelijkheidsoorlog was niet iedereen in het Turks verzet het ermee eens, dat Atatürk de leiding had genomen over het Turks verzet en later toen Turkije gesticht werd daar de president van werd. Een andere reden was, dat de latere seculaire hervormingen van Atatürk bij zijn presidentschap veel weerstand opriepen bij de meer islamitisch georiënteerde parlementsleden en bestuursfunctionarissen.

### Geplande aanslag

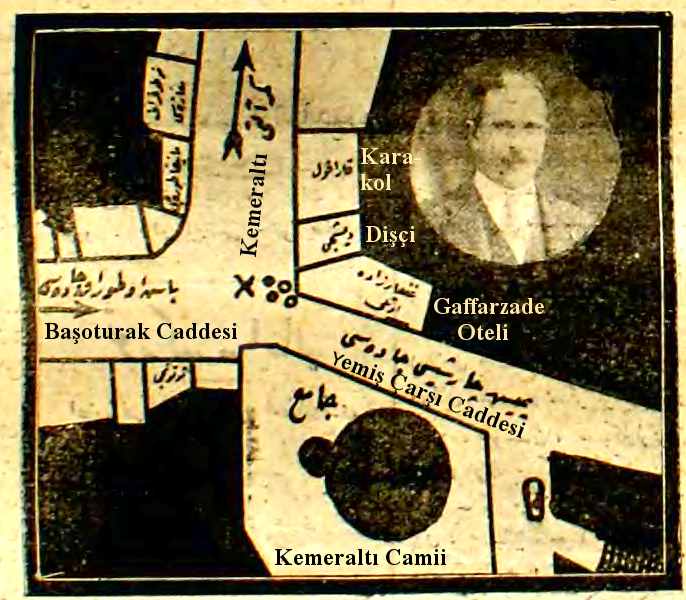
Schets van de plattegrond, die de geplande positie van de uit te voeren moordaanslag toont. Gepubliceerd in de krant Vakit op 21 juni 1926

Tijdens een stedenbezoek door land zou Atatürk de stad İzmir bezoeken op 14 juni 1926. De aanslag was op die betreffende dag gepland om plaats te vinden in het Kemeraltı district van İzmir op een kruispunt, waar Atatürks auto zou vertragen. Op dat moment zou Ziya Hurşit geweerschoten lossen vanaf het Gaffarzâde hotel, terwijl Gürcü Yusuf en Laz İsmail bommen op de auto zouden gooien vanuit de kapperszaak onder hotel. Vervolgens zouden de drie ontsnappen met Çopur Hilmi en Giritli Şevki, die in een auto in een zijstraat op hen zouden wachten. Vervolgens zouden ze dan met hulp van de motorboot van Giritli Şevki vluchten naar het naburige Griekse eiland Chios.
Het plot werd op het allerlaatste moment onthuld door de gouverneur van İzmir Kâzım bey, die een dag voor de geplande moordaanslag een telegram stuurde naar aan Atatürk, die zich op dat moment vanwege zijn stedenbezoek in de stad Balıkesir bevond en de volgende dag volgens plan naar İzmir zou afreizen. In het betreffende telegram beschreef Kâzım bey hoe hij achter de plannen van de moordenaars was gekomen. De dag ervoor kreeg hij nieuws van zijn vriend Sarı Efe Edip Bey, waarmee hij samen in de Turkse Onafhankelijkheidsoorlog had gevochten, om 's avonds ergens heen te gaan om een ontmoeting te hebben met een officier genaamd Hilmi en Ziya Hurşit. Bij die ontmoeting werd hem gevraagd om mee te werken aan het moordcomplot. Kâzım bey deed toen alsof hij zou meewerken, waarna hij nadere informatie verkreeg over hun plannen en de betrokken mensen in het complot. Na afloop van de ontmoeting besloot Kâzım bey de volgende dag Atatürk rechtstreeks in te lichten in plaats van de politie te verwittigen, omdat hij niet zeker was of dat leden van de İzmirse politie ook in het complot zaten.

## Berechting
De verdachten werden gearresteerd en een hoorzitting begon door een onafhankelijkstribunaal om ze te berechten. Bij de hoorzitting, eerst gehouden in İzmir en later in Ankara, bleek dat er een grotere oppositiegroep achter de aanslag zat. Een aantal leden van de opgeheven Progressieve Republikeinse Partij, een aantal oude leden van het Comité voor Eenheid en Vooruitgang en de Karakol-beweging werden verdacht. Meerdere personen werden gearresteerd en voorgeleid bij de hoorzitting. Van de 130 ondervraagde personen kregen er 19 de doodstraf, 7 werden verbannen, 2 kregen gevangenisstraf en 34 werden vrijgelaten.

#### Resultaat van de berechtingen in İzmir
Doodstraf
1. Ziya Hurşit
2. Laz İsmail
3. Gürcü Yusuf
4. Çopur Hilmi
5. Ahmet Şükrü Bey
6. Mehmet Arif Bey

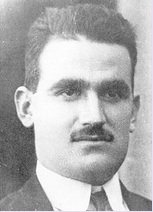
Hoofdverdachte van de moord Ziya Hurşit

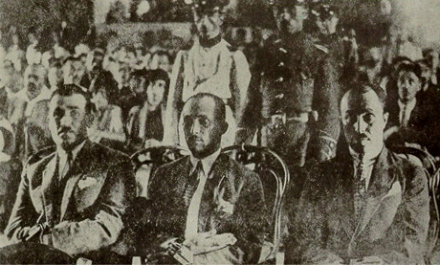
Ziya Hurşit, Gürcü Yusuf, and Laz İsmail op de rechtbank in Izmir, 1926

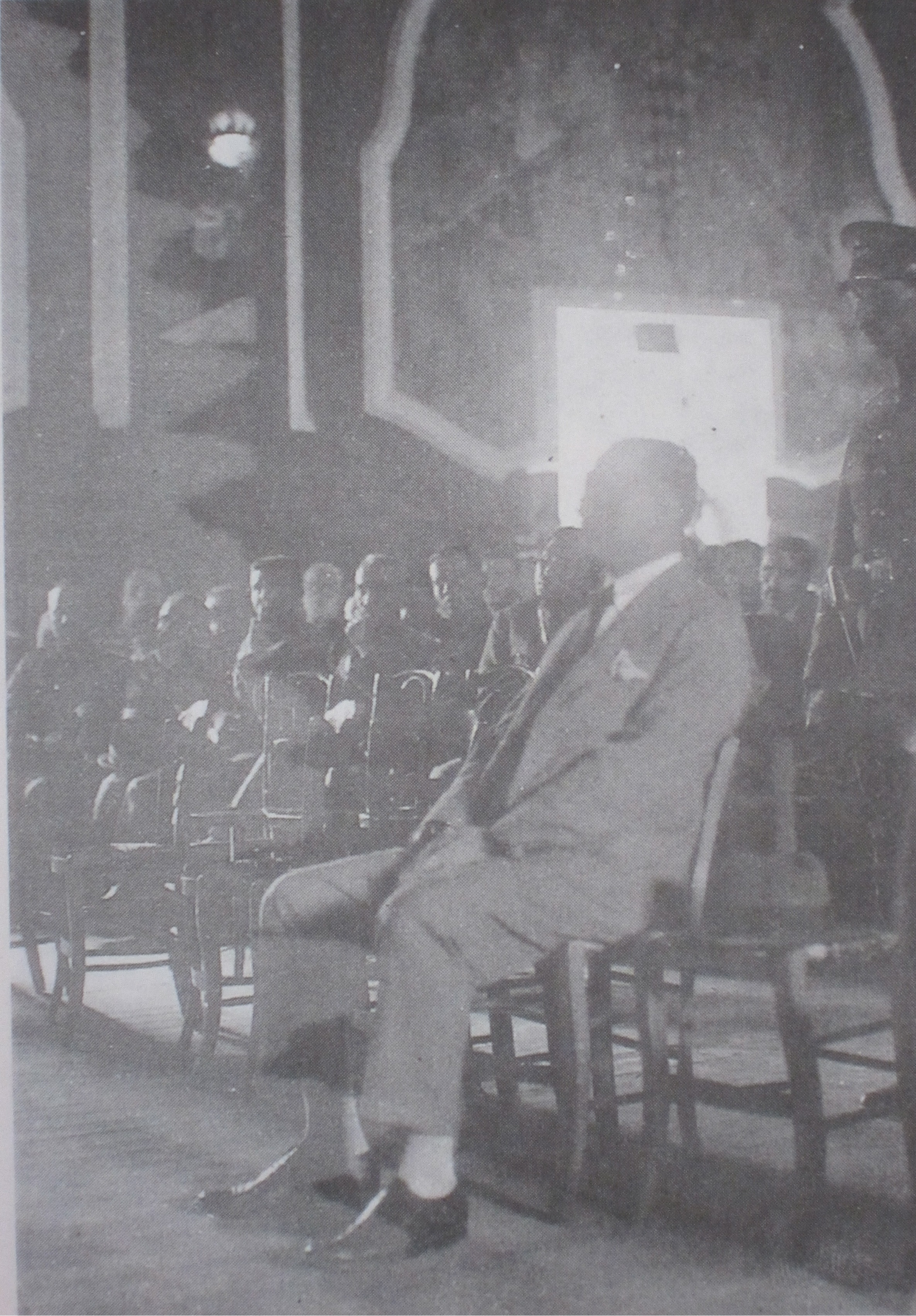
Ismail Canbulat in de rechtszaal, 1926

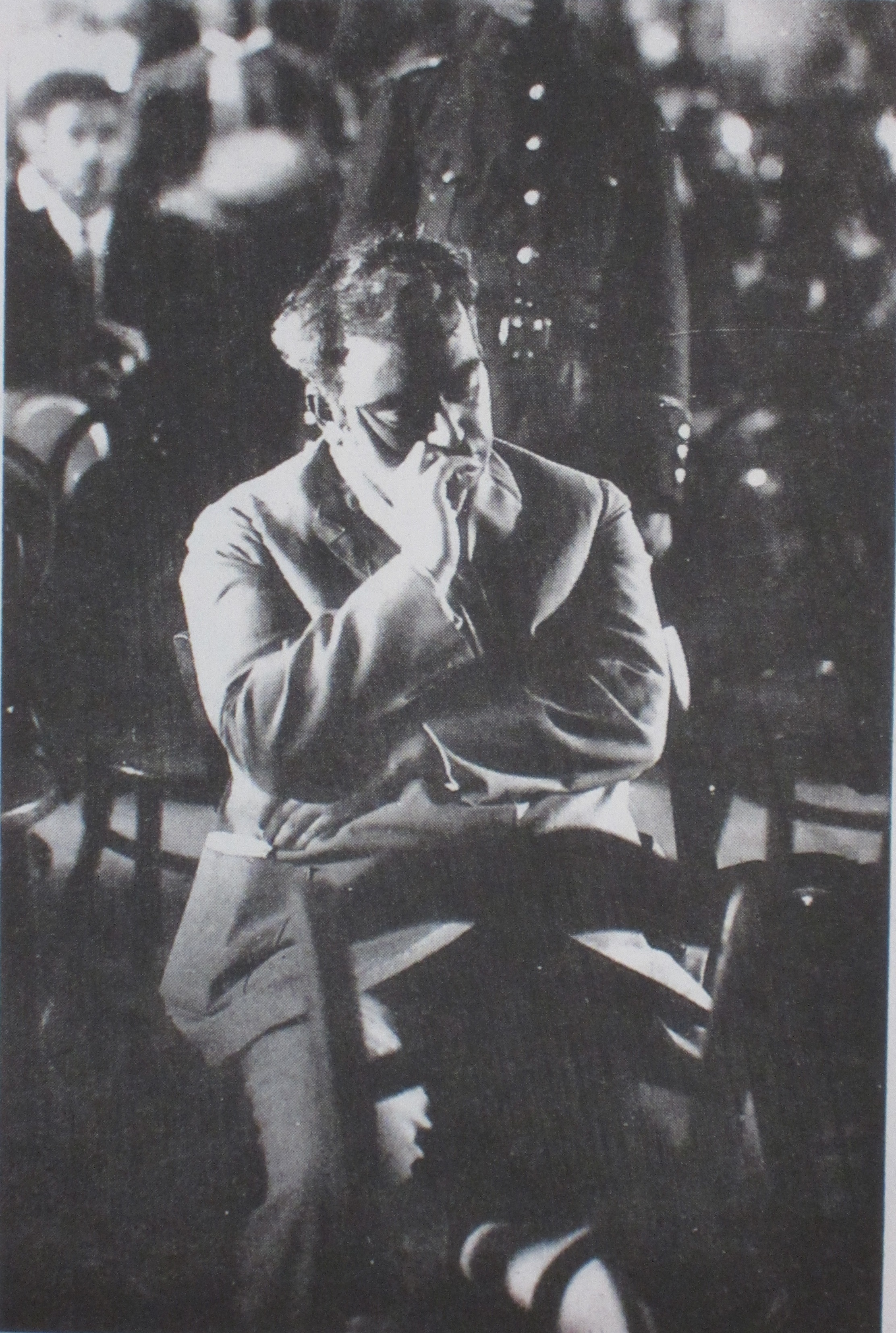
Abidin Bey in de rechtszaal, 1926

7. İsmail Canbulat (Hoewel hij eerst berecht werd tot 10 jaar gevangenisstraf, werd dit uiteindelijk veranderd in de doodstraf)[5]
8. Sarı Efe Edip Bey
9. Abidin Bey
10. Halis Turgut Bey (Hoewel hij eerst berecht werd tot 10 jaar gevangenisstraf, werd dit uiteindelijk veranderd in de doodstraf)[5]
11. Rüştü Pasha
12. Hafız Mehmet
13. Miralay Rasim Bey
14. Kara Kemal (Hij werd berecht tot de doodstraf bij verstek, maar pleegde zelfmoord op 27 augustus 1926, toen men hem op het spoor was)
15. Abdülkadir Bey (Hij werd berecht tot de doodstraf bij verstek en werd gevangen genomen, terwijl hij op het punt stond naar Bulgarije te ontsnappen. Later werd hij berecht in Ankara en opnieuw ter dood veroordeeld. Vervolgens werd hij geëxecuteerd in de nacht van 31 augustus 1926.)

Gevangenisstraf
1. Sürmeneli Vahap (Hij werd eerst veroordeeld tot 10 jaar opsluiting in een fort, maar werd uiteindelijk verbannen naar Konya)

Vrijspraak
1. Faik Bey
2. Sabit Bey
3. Halet Bey
4. Feridun Fikri Bey
5. Kâmil Bey
6. Zeki Bey
7. Bekir Sami Kunduh
8. Besim Bey
9. Necati Bey
10. Münir Hüsrev Bey
11. Kâzım Karabekir
12. Ali Fuat Cebesoy
13. Refet Bele
14. Cafer Tayyar Eğilmez
15. Cemal Mersinli
16. Necati Bey
17. Ahmet Nafiz Bey
18. Torbalılı Emin Efendi
19. Trabzonlu Naciye Nimet Hanım
20. Sürmeneli Keleş Mehmet
21. Bahçıvan İdris
22. Mustafa oğlu Şahin Çavuş
23. Sabahaddin Efendi
24. Giritli Hüseyin oğlu Latif

#### Resultaat van de berechtingen in Ankara
Doodstraf
1. Mehmet Cavit Bey
2. Hilmi Bey
3. Nail Bey
4. Nâzım Bey

Gevangenisstraf
1. Vehbi Bey (aanvankelijk veroordeeld tot 10 jaar gevangenisstraf, maar werd uiteindelijk verbannen)
2. Hüsnü Bey (aanvankelijk veroordeeld tot 10 jaar gevangenisstraf, maar werd uiteindelijk verbannen)
3. İbrahim Bey (aanvankelijk veroordeeld tot 10 jaar gevangenisstraf, maar werd uiteindelijk verbannen)
4. Ethem Bey (aanvankelijk veroordeeld tot 10 jaar gevangenisstraf, maar werd uiteindelijk verbannen)
5. Rahmi Bey (aanvankelijk veroordeeld tot 10 jaar gevangenisstraf, maar werd uiteindelijk verbannen)
6. Rauf Orbay (aanvankelijk veroordeeld tot 10 jaar gevangenisstraf, maar werd uiteindelijk verbannen)
7. Ali Osman Kâhya (10 jaar gevangenisstraf)
8. Salih Kâhya (10 jaar gevangenisstraf)

Vrijspraak
1. Hüseyin Cahit Yalçın
2. Mustafa Vasıf Karakol
3. Azmi Bey
4. Abdülhak Adnan Adıvar
5. Küçük Talât Bey
6. Mithat Şükrü Bey
7. Hüseyinzâde Ali Bey
8. Eyüp Sabri Bey
9. Salâh Cimcoz Bey
10. Küçük Nâzım Bey
11. Cemal Ferit Bey
12. Naim Cevat Bey
13. Hasip Bey
14. Rıza Bey
15. Gözlüklü Mithat Bey
16. Hasan Fehmi Bey
17. İhsan Bey
18. Ali Rıza Bey
19. Saadettin Bey
20. Bekir Bey
21. Mehmet Ali Bey
22. Hilmi Bey
23. Cavid Bey
24. İzzet Bey
25. Seyit Bey
26. Salih Reis Bey
27. Tırnakçı Salim Bey
28. Ali Osman Kâhya Bey
29. Selâhattin Köseoğlu
30. Hüseyin Avni Bey
31. Gaziantepli Ahmet Muhtar Bey
32. Rifat Bey
33. Sudî Bey
34. Haydar Reşid Bey
35. Zarcı Refik Bey
36. Büyük Mithat Bey
37. Gani Bey
38. Raşid Bey
39. Muhiddin Bey
40. Hasan Sabri Bey
41. İsmail Cabbar Bey
42. Hüseyin Bey
43. Ahmet Nesimi Bey
44. Hamdi Baba
45. Doktor Rasuhi